# Discografia de Nicki Minaj
A discografia de Nicki Minaj é composta por 4 mixtapes (gravadas entre 2007 e 2012), 2 álbuns de estudio, 10 singles oficiais.
Após estudar música em Nova Iorque, Minaj começou a escutar rap. Ela foi descoberta pela rapper Lil Wayne e assinou seu primeiro contrato com a editora discográfica Young Money Entertainment, uma sub-divisão da Cash Money Records, em 2010. O primeiro lançamento comercial de Minaj foi o single "Your Love", que chegou á décima quarta posição na Billboard Hot 100 e chegou ao pico da Billboard Rap Songs, nos Estados Unidos, o que fez de Minaj a primeira artista feminina solo a atingir o topo da tabela desde 2002. Seus próximos três singles: "Check It Out", "Right Thru Me" e "Moment 4 Life" , chegaram ao top 40 da Billboard. Ela fez sua estréia com o disco Pink Friday, que desde seu lançamento, em novembro de 2010, foi certificado com disco de platina pela RIAA e pela BPI e liderou a tabela da Billboard 200 nos EUA. O oitavo single do álbum, "Super Bass", chegou ao número três na Hot 100 e alcançou o top 10 em vários outros países, incluindo Áustria, Austrália, Canadá e Reino Unido.
Até 2012, seus singles apareceram diversas vezes no top 10 da Billboard Hot 100. Ela lançou o seu segundo disco, Pink Friday: Roman Reloaded, em junho de 2012. O álbum alcançou o topo da Billboard 200 e foi certificado pela RIAA com disco de platina. Além disso, o disco também liderou o topo do UK Albums Chart chegando à primeira posição, tornando Minaj a primeira cantora de rap a atingir a topo das paradas britânicas na história da tabela. Seu single "Starships" chegou à quinta posição na Hot 100 e entrou no top 10 de vários outros países, assim como "Pound the Alarm" que chegou ao número quinze nos EUA e alcançou o top internacional. A canção "Va Va Voom" chegou ao top 40 em vários países como Austrália, Reino Unido e Estados Unidos.

## Álbuns de estúdio
| 2010 | Pink Friday - Lançamento: 19 de Novembro de 2010 - Editora discográfica: Young Money, Cash Money - Formato(s): CD, descarga digital             | 1 | 19 | 8 | 116 | 17 | 17 | 16 | 15 | - : 1,8 milhões                          | - : Ouro             |
| 2012 | Pink Friday: Roman Reloaded - Lançamento: 3 de Abril de 2012 - Editora discográfica: Young Money, Cash Money - Formato(s): CD, descarga digital | 1 | 5  | 1 | 19  | 44 | 5  | 1  | 3  | - : 2,5 milhões - : 1 milhão - : 242 mil | - : Platina - : Ouro |
| "—" denota um título que não tenha entrado na tabela musical do respectivo país, ou que ainda não foi lançado. | |   |    |   |     |    |    |    |    |                                          |                      |

## Mixtapes
| Ano  | Título            | Detalhes                                                                                                 |
| ---- | ----------------- | --- |
| 2007 | Playtime Is Over  | - Lançamento: 5 de Julho de 2007 - Editora discográfica: Young Money, Dirty Money Records - Formatos: CD |
| 2008 | Sucka Free        | - Lançamento: 7 de Julho de 2007 - Editora discográfica: Young Money - Formatos: CD                      |
| 2009 | Beam Me Up Scotty | - Lançamento: 7 de Julho de 2007 - Editora discográfica: Young Money - Formatos: CD                      |
| 2010 | Barbie World      | - Lançamento: 17 de Janeiro de 2010 - Editora discográfica: Young Money - Formatos: CD                   |

## Singles
| Ano                                                                         | Título                               | Melhores posições nas tabelas musicais | Melhores posições nas tabelas musicais | Melhores posições nas tabelas musicais | Melhores posições nas tabelas musicais | Melhores posições nas tabelas musicais | Melhores posições nas tabelas musicais | Melhores posições nas tabelas musicais | Melhores posições nas tabelas musicais | Melhores posições nas tabelas musicais | Certificações           | Álbum                       |
| Ano                                                                         | Título                               | US                                     | US Pop                                 | US Rap                                 | US R&B                                 | CAN                                    | NZ                                     | AUS                                    | UK                                     | IRE                                    | Certificações           | Álbum                       |
| --------------------------------------------------------------------------- | ------------------------------------ | -------------------------------------- | -------------------------------------- | -------------------------------------- | -------------------------------------- | -------------------------------------- | -------------------------------------- | -------------------------------------- | -------------------------------------- | -------------------------------------- | ----------------------- | --------------------------- |
| 2010                                                                        | "Massive Attack" (com Sean Garrett)  | 122                                    | —                                      | —                                      | 65                                     | —                                      | —                                      | —                                      | —                                      | —                                      |                         |                             |
| 2010                                                                        | "Your Love"                          | 14                                     | 28                                     | 1                                      | 4                                      | 43                                     | —                                      | —                                      | 71                                     | —                                      | - : Platina - : Platina | Pink Friday                 |
| 2010                                                                        | "Check It Out" (com will.i.am)       | 24                                     | 21                                     | 14                                     | 100                                    | 14                                     | —                                      | 21                                     | 11                                     | 14                                     | - : Platina             | Pink Friday                 |
| 2010                                                                        | "Right Thru Me"                      | 26                                     | 32                                     | 3                                      | 4                                      | 60                                     | —                                      | 38                                     | 71                                     | —                                      | - : Ouro                | Pink Friday                 |
| 2010                                                                        | "Moment 4 Life" (com Drake)          | 13                                     | 18                                     | 1                                      | 1                                      | 27                                     | —                                      | —                                      | 22                                     | 37                                     | - : Platina             | Pink Friday                 |
| 2011                                                                        | "Did It On'em"                       | 49                                     | —                                      | 4                                      | 3                                      | —                                      | —                                      | —                                      | —                                      | —                                      | - : Ouro                | Pink Friday                 |
| 2011                                                                        | "Super Bass"                         | 3                                      | 3                                      | 2                                      | 6                                      | 6                                      | 3                                      | 6                                      | 8                                      | 17                                     | - : 3× Platina          | Pink Friday                 |
| 2011                                                                        | "Girls Fall Like Dominoes"           | —                                      | —                                      | —                                      | —                                      | —                                      | 13                                     | 99                                     | 24                                     | 28                                     |                         | Pink Friday                 |
| 2011                                                                        | "Fly" (com Rihanna)                  | 19                                     | 16                                     | 9                                      | 20                                     | 55                                     | 13                                     | 18                                     | 16                                     | 14                                     | - : Platina             | Pink Friday                 |
| 2012                                                                        | "Starships"                          | 5                                      | 5                                      | 13                                     | 89                                     | 4                                      | 2                                      | 1                                      | 2                                      | 2                                      | - : 6× Platina          | Pink Friday: Roman Reloaded |
| 2012                                                                        | "Right by My Side" (com Chris Brown) | 51                                     | —                                      | —                                      | 24                                     | —                                      | —                                      | —                                      | 101                                    | —                                      |                         | Pink Friday: Roman Reloaded |
| 2012                                                                        | "Beez in the Trap" (com 2 Chainz)    | 48                                     | —                                      | 7                                      | 7                                      | 131                                    | —                                      | —                                      | —                                      | —                                      | - : Platina             | Pink Friday: Roman Reloaded |
| 2012                                                                        | "Pound the Alarm"                    | 15                                     | 13                                     | —                                      | 118                                    | 8                                      | 6                                      | 10                                     | 8                                      | 8                                      | - : Platina             | Pink Friday: Roman Reloaded |
| "—" denota lançamentos que não entraram no gráfico ou não foram divulgados. |                                      |                                        |                                        |                                        |                                        |                                        |                                        |                                        |                                        |                                        |                         |                             |

### Colaborações
| 2010 | "Up Out My Face" (Mariah Carey com Nicki Minaj)                                                                                          | —  | —  | —  | —  | —   | 100 | 39 | —  |                   | Memoirs of an Imperfect Angel     |
| 2010 | "My Chick Bad" (Ludacris com Nicki Minaj)                                                                                                | —  | —  | —  | —  | —   | 11  | 2  | 2  | - : Platina       | Battle of the Sexes               |
| 2010 | "Little Freak" (Usher com Nicki Minaj)                                                                                                   | —  | —  | —  | —  | 109 | 40  | 8  | —  |                   | Raymond v. Raymond                |
| 2010 | "Get It All" (Sean Garrett com Nicki Minaj)                                                                                              | —  | —  | —  | —  | —   | —   | 83 | —  |                   | The Inkwell                       |
| 2010 | "Woohoo" (Christina Aguilera com Nicki Minaj)                                                                                            | —  | 46 | —  | —  | 148 | 79  | —  | —  |                   | Bionic                            |
| 2010 | "All I Do Is Win (Remix)" (DJ Khaled com T-Pain, Diddy, Nicki Minaj, Rick Ross, Busta Rhymes, Fabolous, Jadakiss, Fat Joe e Swizz Beatz) | —  | —  | —  | —  | —   | —   | —  | —  |                   | Sem Álbum                         |
| 2010 | "Hello Good Morning (Remix)" (Diddy com Nicki Minaj e Rick Ross)                                                                         | —  | —  | —  | —  | —   | —   | —  | —  |                   | Sem Álbum                         |
| 2010 | "Lookin' At Me" (Pearl Future com Nicki Minaj)                                                                                           | —  | —  | —  | —  | —   | —   | —  | —  |                   | Lookin' At Me - EP                |
| 2010 | "Bottoms Up" (Trey Songz com Nicki Minaj)                                                                                                | 74 | 34 | —  | —  | 71  | 6   | 2  | —  | - : 2× Platina    | Passion, Pain & Pleasure          |
| 2010 | "2012 (It Ain't the End)" (Jay Sean com Nicki Minaj)                                                                                     | 40 | 23 | 44 | 9  | 9   | 31  | —  | —  | - : Ouro - : Ouro | Freeze Time                       |
| 2010 | "Letting Go (Dutty Love)" (Sean Kingston com Nicki Minaj)                                                                                | 73 | 35 | —  | 23 | —   | 36  | 51 | —  |                   |                                   |
| 2010 | "I Ain't Thru" (Keyshia Cole com Nicki Minaj)                                                                                            | —  | —  | —  | —  | —   | —   | 54 | —  |                   | Calling All Hearts                |
| 2010 | "I bought That" (Zaytoven com Nicki Minaj)                                                                                               | —  | —  | —  | —  | —   | —   | —  | —  |                   | Brick Money Vol. 2                |
| 2011 | "The Creep" (The Lonely Island com Nicki Minaj e John Waters)                                                                            | —  | 90 | —  | —  | —   | 82  | —  | —  |                   | Turtleneck & Chain                |
| 2011 | "Monster" (Kanye West com Jay-Z, Rick Ross, Bon Iver e Nicki Minaj)                                                                      | —  | 43 | —  | —  | 146 | 18  | 30 | 15 |                   | My Beautiful Dark Twisted Fantasy |
| 2011 | "Till The World Ends (The Femme Fatale Remix)" (Britney Spears com Nicki Minaj e Ke$ha)                                                  | 3  | 4  | 7  | 10 | 21  | 3   | —  | —  | - : Platina       | Femme Fatale                      |
| 2011 | "Where Them Girls At" (David Guetta com Flo Rida e Nicki Minaj)                                                                          | 6  | 3  | 5  | 6  | 3   | 14  | —  | 24 | - : Prata         | Nothing but the Beat              |
| 2011 | "You the Boss" (Rick Ross com Nicki Minaj)                                                                                               | —  | —  | —  | —  | —   | 64  | 10 | 11 |                   | God Forgives, I Don't             |
| 2011 | "Make Me Proud" (Drake com Nicki Minaj)                                                                                                  | 77 | 25 | —  | —  | 25  | 9   | 8  | 7  | - : Ouro          | Take Care                         |
| 2011 | "Dance (A$$)" (Big Sean com Nicki Minaj)                                                                                                 | —  | —  | —  | —  | —   | 10  | 4  | 2  |                   | Finally Famous                    |
| 2012 | "Give Me All Your Luvin'" (Madonna com Nicki Minaj & MIA)                                                                                | 25 | 1  | 3  | 11 | 29  | 10  | -  | -  | - : Platina       | MDNA                              |
| 2012 | "I Don't Give A" (Madonna com Nicki Minaj)                                                                                               | —  | —  | —  | —  | —   | —   | -  | -  |                   | MDNA                              |
| 2012 | "Beauty and a Beat" (Justin Bieber com Nicki Minaj)                                                                                      | -  | 47 | 73 | —  | 84  | 72  | —  | —  |                   | Believe                           |
| 2012 | "—" Denota lançamentos que não entraram no gráfico ou não foram divulgados.                                                              |    |    |    |    |     |     |    |    |                   |                                   |

## Outras canções
| Ano                                                                                         | Canção                                                              | Melhores Posições | Melhores Posições | Melhores Posições | Melhores Posições | Melhores Posições | Melhores Posições | Melhores Posições | Álbum                                       |
| Ano                                                                                         | Canção                                                              | US                | US Rap            | US R&B            | AUS               | CAN               | NZL               | UK                | Álbum                                       |
| ------------------------------------------------------------------------------------------- | ------------------------------------------------------------------- | ----------------- | ----------------- | ----------------- | ----------------- | ----------------- | ----------------- | ----------------- | ------------------------------------------- |
| 2009                                                                                        | "I Get Crazy" (com participação de Lil Wayne)                       | —                 | 20                | 37                | —                 | —                 | —                 | —                 | Beam Me Up Scotty                           |
| 2010                                                                                        | "Roman's Revenge" (com participação de Eminem)                      | 56                | 23                | 85                | —                 | —                 | —                 | 125               | Pink Friday                                 |
| 2010                                                                                        | "Check It Out" (com participação de will.i.am)                      | 24                | 14                | 100               | 21                | 14                | —                 | 11                | Pink Friday                                 |
| 2011                                                                                        | "Turn Me On" (David Guetta com participação de Nicki Minaj)         | 4                 | —                 | 92                | 3                 | 3                 | 2                 | 8                 | Nothing but the Beat                        |
| 2011                                                                                        | "Feel Inside" (Mary J. Blige com participação de Nas & Nicki Minaj) | —                 | —                 | 111               | —                 | —                 | —                 | —                 | My Life II... The Journey Continues (Act 1) |
| 2012                                                                                        | "Muthafucka Up" (Tyga com participação de Nicki Minaj)              | 74                | —                 | —                 | —                 | —                 | —                 | —                 | Careless World: Rise of the Last King       |
| 2012                                                                                        | "Whip It"                                                           | —                 | —                 | —                 | —                 | —                 | —                 | 98                | Pink Friday: Roman Reloaded                 |
| 2012                                                                                        | "Pound the Alarm"                                                   | —                 | —                 | —                 | —                 | —                 | —                 | 79                | Pink Friday: Roman Reloaded                 |
| 2012                                                                                        | "Marilyn Monroe"                                                    | 104               | —                 | —                 | —                 | —                 | —                 | —                 | Pink Friday: Roman Reloaded                 |
| "—" denota lançamentos que não entraram nas paradas ou não foram lançados nesse território. |                                                                     |                   |                   |                   |                   |                   |                   |                   |                                             |

## Vídeos Musicais
| Ano  | Canção                                       | Artista(s)                                                                                                   | Diretor(es)         |
| ---- | -------------------------------------------- | --- | ------------------- |
| 2007 | "Click Clack"                                | Nicki Minaj                                                                                                  | Jordan Tower Films  |
| 2007 | "The Jump Off 2007"                          | Nicki Minaj                                                                                                  | Jordan Tower Films  |
| 2007 | "Warning"                                    | Nicki Minaj                                                                                                  | Jordan Tower Films  |
| 2007 | "Failure"                                    | Nicki Minaj com Gucci Mane                                                                                   | Hood Affairs        |
| 2008 | "Higher Than a Kite"                         | Nicki Minaj com Lil Wayne                                                                                    | Jordan Towers Films |
| 2009 | "Itty Bitty Piggy"                           | Nicki Minaj                                                                                                  | Hood Affairs        |
| 2009 | "5 Star Chick (Remix)"                       | Yo Gotti com Gucci Mane, Trina & Nicki Minaj                                                                 | Desconhecido        |
| 2009 | "BedRock"                                    | Young Money com Lloyd                                                                                        | Dayo e Lil Wayne    |
| 2010 | "Up Out My Face" (Remix)                     | Mariah Carey com Nicki Minaj                                                                                 | Nick Cannon         |
| 2010 | "My Chick Bad"                               | Ludacris com Nicki Minaj                                                                                     | TAJ                 |
| 2010 | "My Chick Bad (Remix)"                       | Ludacris com Nicki Minaj, Eve, Trina e Diamond                                                               | TAJ                 |
| 2010 | "Roger That"                                 | Young Money                                                                                                  | David Rousseau      |
| 2010 | "Lil Freak"                                  | Usher com Nicki Minaj                                                                                        | TAJ                 |
| 2010 | "Massive Attack"                             | Nicki Minaj com Sean Garrett                                                                                 | Hype Williams       |
| 2010 | "Get Low 4 Me (Remix)"                       | Lalo The Don com Nicki Minaj e Barbee                                                                        | Desconhecido        |
| 2010 | "Lookin' at Me"                              | Pearl Future com Nicki Minaj                                                                                 | Desconhecido        |
| 2010 | "Knockout"                                   | Lil Wayne com Nicki Minaj                                                                                    | David Rousseau      |
| 2010 | "Hello Good Morning" (Remix)                 | Diddy-Dirty Money com Rick Ross & Nicki Minaj                                                                | Hype Williams       |
| 2010 | "Get It All"                                 | Sean Garrett com Nicki Minaj                                                                                 | Gil Green           |
| 2010 | "All I Do Is Win" (Remix)                    | DJ Khaled com T-Pain, Diddy, Nicki Minaj, Rick Ross, Busta Rhymes, Fabolous, Jadakiss, Fat Joe & Swizz Beatz | Gil Green           |
| 2010 | "Your Love"                                  | Nicki Minaj                                                                                                  | Lil X               |
| 2010 | "Letting Go (Dutty Love)"                    | Sean Kingston com Nicki Minaj                                                                                | Lil X               |
| 2010 | "Bottoms Up"                                 | Trey Songz com Nicki Minaj                                                                                   | Anthony Mandler     |
| 2010 | "2012 (It Ain't the End)"                    | Jay Sean com Nicki Minaj                                                                                     | Erik White          |
| 2010 | "Runaway (Full-length Film)" (vocal inicial) | Kanye West com Pusha T                                                                                       | Kanye West          |
| 2010 | "Check It Out"                               | will.i.am & Nicki Minaj                                                                                      | Rich Lee            |
| 2010 | "Right thru Me"                              | Nicki Minaj                                                                                                  | Diane Martel        |
| 2010 | "I Ain't Thru"                               | Keyshia Cole com Nicki Minaj                                                                                 | Benny Boom          |
| 2010 | "Monster"                                    | Kanye West com Jay-Z, Rick Ross, Bon Iver & Nicki Minaj                                                      | Jake Nava           |
| 2011 | "Moment 4 Life"                              | Nicki Minaj com Drake                                                                                        | Chris Robinson      |
| 2011 | "Super Bass"                                 | Nicki Minaj                                                                                                  | Sanaa Hamri         |
| 2011 | "Fly"                                        | Nicki Minaj com Rihanna                                                                                      | Sanaa Hamri         |

## Turnês
| Ano              | Título                     | Notas                                                                                       |
| ---------------- | -------------------------- | ------------------------------------------------------------------------------------------- |
| 2008-2009        | I Am Music Tour            | - Shows de abertura para Lil Wayne                                                          |
| 2009             | America's Most Wanted Tour | - Promovido pela Young Money Entertainment - Com Lil Wayne, Young Jeezy, Soulja Boy e Drake |
| 2011             | Femme Fatale Tour          | - Como convidada especial de Britney Spears                                                 |
| 1˚ semestre 2012 | Pink Friday Tour           |                                                                                             |
| 2˚ semestre 2012 | Pink Friday: Reload Tour   |                                                                                             |